# Rosa bellicosa
Rosa bellicosa är en rosväxtart som beskrevs av Sergej Arsenjevitj Nevskij. Rosa bellicosa ingår i släktet rosor, och familjen rosväxter. Inga underarter finns listade i Catalogue of Life.